# Koninklijk Lyceum Hasselt
Het Koninklijk Lyceum Hasselt was een overheidsschool in de Belgische stad Hasselt.
De school werd bij koninklijk besluit op 26 september 1881 opgericht als de Rijksmiddelbare Meisjesschool - École Moyenne de l’État pour Filles. Oorspronkelijk vond de school, samen met de voorbereidende 'lagere' afdeling, onderdak in de huidige Cellebroedersstraat, in een pand dat een geheel vormde met de Rechtbank van Eerste Aanleg. Nadat het gerechtshof en de aanpalende school in november 1918 door vertrekkende Duitsers in brand werd gezet, vond ze een tijdelijk onderkomen in Huize Goetsbloets in de Lombaardstraat. De school had echter nood aan nieuwe gebouwen en verhuisde daarom in 1932 naar een nieuwe locatie aan het Vrijwilligersplein. Tegelijkertijd werd het 50-jarig jubileum van de Rijksmiddelbare Meisjesschool gevierd.
In 1956 kreeg de school haar nieuwe naam, ‘Koninklijk Lyceum’ met als afdelingen Latijn-Grieks, Latijn-Wiskunde, Wetenschappen en Economie. Vanaf de jaren zestig werden er geleidelijk aan jongens toegelaten. Onder impuls van het vernieuwd secundair onderwijs of VSO werd de school vanaf het schooljaar 1975-1976 opgesplitst in drie autonome instellingen met elk een eigen directie. De voorbereidende afdeling heette vanaf toen Rijkslagere School II, de eerste graad van het middelbaar onderwijs vormde de Middenschool I, terwijl de tweede en derde graad samen het Koninklijk Lyceum (later KA3) vormden. Desalniettemin bleven de drie nieuwe instellingen op pedagogisch en infrastructureel gebied intensief samenwerken.
In 2011 werd het Koninklijk Lyceum samengevoegd met het Koninklijk Atheneum onder de naam Atheneum Plus Hasselt. De lagere school bleef bestaan als 'Basisschool Lyceum Hasselt'.

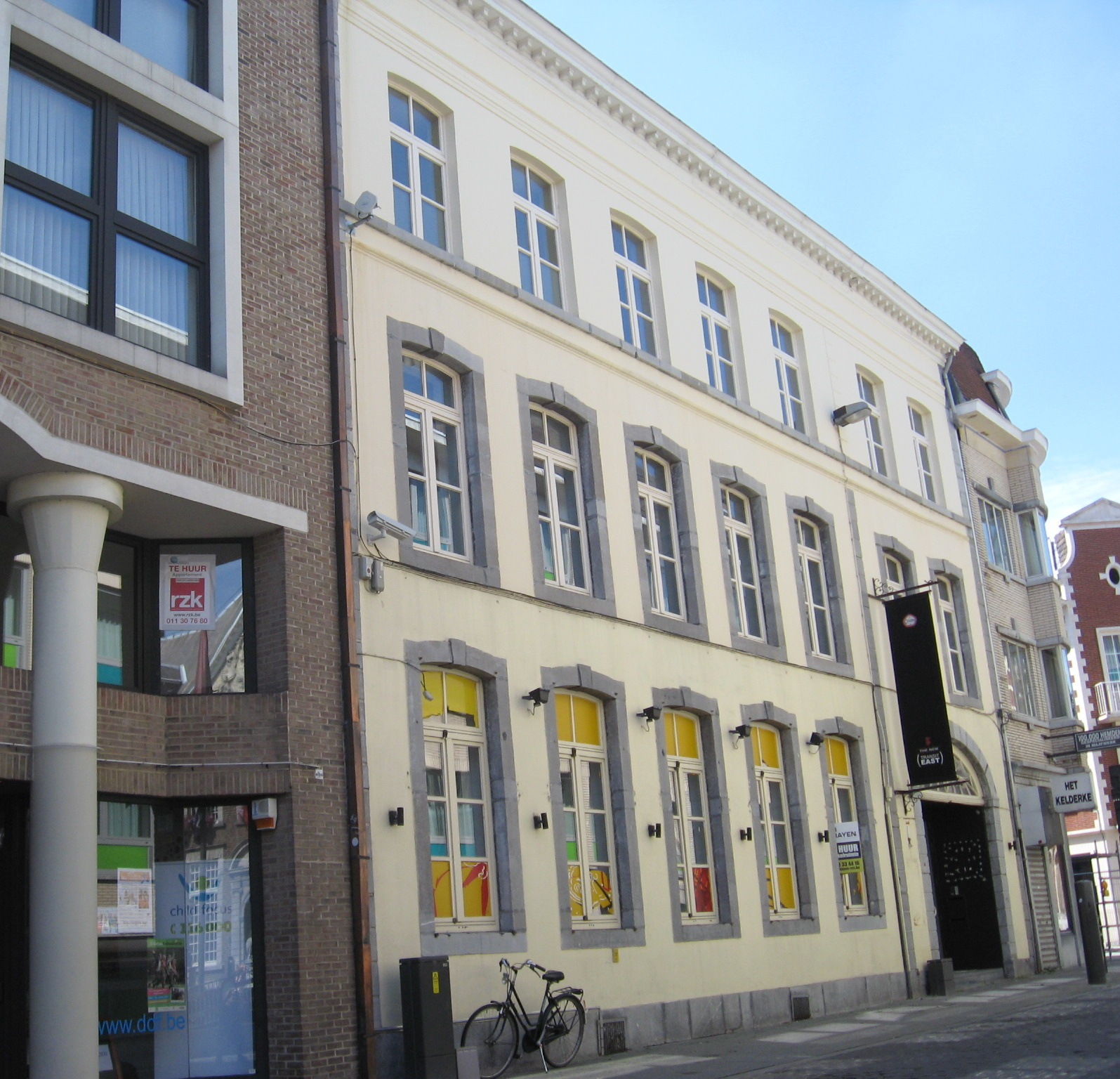
Huize Goetsbloets in de Lombaardstraat, tussen 1919 en 1932 gebruikt als Rijksmiddelbare Meisjesschool

## Oud-directie
- Mej. A. De Rest (1883-1902)
- Mej. H. Ryckmans (1905)
- Mej. Camille Neys (1905-1911)
- Mej. Jeanne Feytmans (1911-1914)
- Mevr. Julienne Draye Devos (1914-1919)
- Mej. Anne Marie Persoons (1919-1938)
- Mej. Julienne Degrève (1938-1945)
- Mej. Yvonne Bondroit (1945-1951)
- Mevr. Hubertine Collyns Braeken (1951-1966)
- Mej. Jeanne Verjans (1967-1978)
- Mevr. Liane Cornelissen Vanden Bongard (1979-?)
- Dhr. Roger Vincken (?-?)
- Dhr. Luc Van Russelt (?-?)

## Bekende oud-leerlingen
- Virginie Claes - Miss België 2006
- Ingrid Daubechies - Belgisch wiskundige
- Laurence Libert - Vlaamse politica
- Ingrid Lieten - Belgisch politica en oud-minister
- Axelle Red - Belgische zangeres
- Ann Reymen - Belgisch radiopresentatrice
- Nele Reymen - Vlaams schrijfster